# Distans (sport)
Distans definierar inom sport ett lopp på längre sträcka till skillnad från andra lopp i samma sammanhang. Uttrycket förekommer mest inom längdskidåkning och skidskytte.

## Längdskidåkning
Inom längdskidåkning används distans som beämning för samtliga lopp som inte är sprint eller lagtävlingar. FIS:s riktlinjer för ett distanslopp är att loppet körs på en sträcka över 1,8 km. I världscupen brukar lite mer än hälften av loppen vara distanslopp. Resultaten från dem samlas till distanscupen.

## Skidskytte
Inom skidskytte används distans som namn på en viss tävlingsform. Denna tävlingsform är den längsta inom skidskyttet och körs med individuell start. Herrarna kör 20 km och damerna 15 km; båda skjuter fyra gånger, två liggande och två stående. Inga straffrundor körs i tävlingen, istället läggs en minut på i åkarens tid.  Precis som i längdskidåkningen har distanstävlingen en egen cup, distanscupen.